# Mário Cesariny

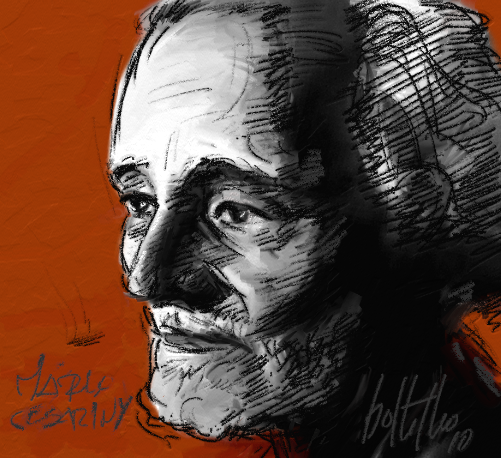
Mário Cesariny

Mário Cesariny de Vasconcelos (* 9. August 1923 in Lissabon; † 26. November 2006 ebenda) war ein portugiesischer Maler und Lyriker. Er gilt als Hauptvertreter des Surrealismus in Portugal. Cesariny war offen homosexuell.

## Werke
- 1950: Corpo Visível
- 1952: Discurso sobre a Reabilitação do Real Quotidiano
- 1953: Louvor e Simplificação de Álvaro de Campos
- 1956: Manual de Prestidigitação
- 1957: Pena Capital
- 1958: Alguns Mitos Maiores e Alguns Mitos Menores Postos à Circulação pelo Autor
- 1959: Nobilíssima Visão
- 1944–1955: Poesia
- 1961: Planisfério e Outros Poemas
- 1964: Um Auto para Jerusalém
- 1965: Titânia e A Cidade Queimada
- 1971: 19 Projectos de Prémio Aldonso Ortigão Seguidos de Poemas de Londres
- 1972: As Mãos na Água a Cabeça no Mar
- 1972: Burlescas, Teóricas e Sentimentais
- 1980: Primavera Autónoma das Estradas
- 1984: Vieira da Silva, Arpad Szenes ou O Castelo Surrealista
- 1989: O Virgem Negra
- 1994: Titânia